# ブータン王立証券取引所
ブータン王立証券取引所（ブータン おうりつ しょうけんとりひきじょ）はブータン唯一の証券取引所。世界最小規模の証券取引所である。2020年7月現在、時価総額は46,352,368,375ニュルタム（約6億アメリカ合衆国ドル）、上場企業数は20社である。
ティンプーのブータン王立保険公社（RICBL）ビル内に所在している。ブータン銀行、ブータン王立保険公社、ブータン・ユニット・トラスト（現在のブータン国立銀行）、ブータン開発金融会社の出資によって設立された。南アジア証券取引所連盟の会員である。
1993年の設立以降、取引が低調で30年近くに亘り休眠状態にあったが、平均所得の上昇から投資ブームが起こり、取引が好況となっている。